# 爱尔兰工人联盟
爱尔兰工人联盟（英語：Irish Worker League，缩写为IWL）是爱尔兰历史上的一个共产主义政党，由爱尔兰劳工领袖詹姆斯·拉金于1923年9月创建。爱尔兰工人联盟成立后，得到共产国际支持。共产国际还命令爱尔兰共产党解散，要求其成员加入爱尔兰工人联盟。起初，爱尔兰工人联盟没有按照政党的模式来运作。1931年11月，詹姆斯·拉金另外组建革命工人团体。共产国际方面意识到，没有拉金，爱尔兰工人联盟就不会得到当地民众支持，于是停止支持它。随后，爱尔兰工人联盟瓦解。